# Андриссен, Луи
Луи Андриссен (нидерл. Louis Andriessen; 6 июня 1939, Утрехт — 1 июля 2021, Весп) — нидерландский композитор, историк и теоретик музыки. Андриссена называют самым известным в мире нидерландским композитором, самым влиятельным музыкальным деятелем XX века в стране.

## Биография
Родился в музыкальной семье, сын Хендрика Андриссена (1892—1981) — композитора, органиста и педагога, приверженца творчества Стравинского. Композиторами стали также его брат Юриан Андриссен и сестра. Учился в Гаагской Королевской консерватории (1957—1962) у своего отца и Кееса ван Барена, а также в Милане и Берлине у Лучано Берио (1962—1965). В 1959 году был удостоен первой премии на конкурсе композиторов «Гаудеамус».
Андриссен пробовал себя в различных авангардных течениях. Испытав влияние Стравинского, американских минималистов, джаза, пришёл к экспериментальной антиромантической манере, отвергающей традиционный симфонический оркестр. Сформировал несколько музыкальных ансамблей, предназначенных для исполнения авангардной музыки, в некоторых из них играл на фортепиано. Атональную музыку отвергал.
В общественной жизни заявил о себе как противник империализма, буржуазной морали, приверженец маоизма и анархизма. Участвовал в организации «Политико-демонстративного экспериментального концерта» в 1968 году в Амстердаме. В соавторстве с четырьмя соучениками написал оперу-моралите о Че Геваре «Реконструкция». Творчество периода 1970—1990-х годов отражает размышления над отвлечёнными философскими, естественнонаучными, инженерными идеями («Государство», «Время», «Скорость», оратория «Материя»). С конца 1990-х годов в музыке проявляется лирическая романтика.
Работал в кино (см.:). Сотрудничал с Питером Гринуэем (оперы «Роза: Смерть композитора», 1994, и «Письма Вермееру», 1999, написаны Андриссеном на его либретто), крупными нидерландскими поэтами и прозаиками — Хьюго Клаусом, Харри Мюлишем, Люсебертом, Сибреном Полетом и др. Неоднократно приезжал в Россию с концертами камерной и симфонической музыки (Москва, С-Петербург).
С 1973 года преподавал в Гаагской консерватории (с 1978 — профессор). Автор ряда музыковедческих работ и труда (в соавторстве с Шёнбергером) «Часы Аполлона. О Стравинском» (нидерл. Het apollinisch uurwerk: over Stravinsky, 1983, Амстердам).

## Произведения

### Оперы и родственные жанры
- Reconstructie («Реконструкция», 1969) (с Р. де Леу, М. Менгелбергом, П. Схатом и Я. ван Фляйменом, либретто Х. Клаус и Х. Мюлиш) — опера-моралите для солистов, трёх смешанных хоров, оркестра и электронных инструментов
- Mattheus passie («Страсти по Матфею», 1976) (текст Л. Феррона) — музыкальный театр в 2-х частях
- Orpheus («Орфей», 1977) (текст Л. де Бура) — музыкальный театр в 3-х частях
- George Sand («Жорж Санд», 1980) (текст М. Мейер) — музыкальный театр в 3-х частях
- Doctor Nero («Доктор Нерон», 1984) (текст Л. де Бура) — музыкальный театр в 2-х частях
- De Materie («Материя», 1984-88) (либретто композитора и Р. Уилсона на тексты разных авторов) — музыкальный театр (сценическая оратория) в 4-х частях для сопрано, тенора, ансамбля и оркестра
- M is Muziek, Monoloog en Moord (1993) (текст Л. де Бура) — музыкальный театр
- Rosa: The Death of a Composer («Роза: Смерть композитора», 1993-94) (либретто П. Гринауэя) — опера («лошадиная драма») в 2-х актах
- Writing to Vermeer («Письма Вермееру», 1997-99) (либретто П. Гринауэя) — опера в 6-ти сценах
- La Commedia («Комедия», 2004-08) (либретто композитора по Данте) — киноопера в пяти частях

### Произведения для оркестра и больших ансамблей
- Ittrospezione II (1963)
- Anachronie I (1966-67) (памяти Айвза)
- Contra tempus (1968)
- Anachronie II (1969) (памяти Сати)
- De negen symfonieën van Beethoven («Девять симфоний Бетховена», 1970) для колокольчика мороженщика и оркестра
- Spektakel (1970)
- Symfonieën der Nederlanden («Симфонии Нидерландов», 1974)
- Hymne to the Memory of Darius Milhaud («Гимн памяти Дариуса Мийо», 1978)
- Nederland, let op uw schoonheyt («Нидерланды, берегите свою красоту», 1975)
- De Snelheid («Скорость», 1982-83 ред. 1984)
- Fanfare om te beginnen («Фанфара, для начала», 2001)
- RUTTMANN Opus II, III, IV (2003)
- De Opening («Открытие», 2005)
- Vermeer Pictures («Картины Вермеера», 2005)

### Некоторые вокальные и инструментальные произведения
- Nocturnen (1959) (на стихи композитора) для двух сопрано и оркестра
- The Garden of Ryoan-gi (1967) для трёх электроорганов
- Choralvorspiele (1969) для шарманки
- Il Principe («Государь», 1974) (на слова Н. Маккиавелли) для двух хоров и инструментального ансамбля
- De Staat («Государство», 1972-74)
- Workers Union («Рабочий союз», 1975) для любых громких инструментов
- Symphonie voor losse snaren («Симфония открытых струн», 1978) для скрипичного ансамбля
- Un beau baiser («Прекрасный поцелуй», 1980) для смешанного хора
- De Tijd («Время», 1979-81) (на слова Блаженного Августина) для женского хора, ансамбля ударных инструментов и оркестра
- Dubbelspoor («Двойной след», 1986 ред. 1994) балет для фортепиано, клавесина, челесты и колокольчика
- De Toren («Башня» 1988, ред. 2000) для карильона
- Facing Death («Перед лицом смерти», 1990) для струнного квартета
- M is for Man, Music, Mozart (1991) (на тексты композитора, Я. ван дер Линдена и П. Гринауэя) для джазовой певицы и ансамбля
- Lacrimosa (1991) для двух фаготов
- Nadir en Zenit («Надир и Зенит» 1992) импровизация на стихи С. Поле для голоса, фортепиано и синтезатора
- Song Lines (1992) для 3 — 6 саксофонов
- Base (1994) фортепиано, левая рука
- Trilogie van de Laatste Dag («Трилогия судного дня», 1996-97): The Last Day («Последний день»), TAO («Дао»), Dancing on the Bones («Пляска на костях») на тексты разных авторов, для вокалистов, оркестра и инструментального ансамбля
- Tuin van Zink («Цинковый сад», 1998) для альта и электроинструментов
- Woodpecker («Дятел», 1999) для ударных
- Boodschappenlijstje van een gifmengster («Список покупок отравителя», 2000) (текст композитора) для голоса
- La Passione («Страсть», 2000-02) (текст Д. Кампаны) для джазовой певицы и ансамбля
- Very Sharp Trumpet Sonata («Очень пронзительная соната для трубы», 2002)
- Strijkkwartet No. 2, 'Tuin van Eros' (Струнный квартет № 2 «Сад Эроса», 2002)
- Racconto dall’inferno («Рассказ из ада», 2004) (на текст Данте) для джазовой певицы и небольшого оркестра
- ..miserere… (2006-07) для струнного квартета
- Haags Hakkûh (The Hague Hacking, взлом Гааги) (2008) для двух фортепиано и большого ансамбля
- La Girò (2011) для скрипки и ансамбля

## Андриссен о музыке
- Часы Аполлона. О Стравинском. СПб: Институт ПРО АРТЕ; Академический Проект, 2003 (в соавторстве с Элмером Шенбергером).
- Украденное время. СПб: Культ-Информ-Пресс, 2005.

## О нём
- The Music of Louis Andriessen/ Maja Trochimczyk, ed. New York: Routledge, 2002.
- Everett Y.U. The Music of Louis Andriessen. Cambridge: Cambridge UP, 2007.
- Петров В.О. Драматургический концепт «Трилогии Судного Дня» Луи Андриссена // Израиль XXI: музыкальный журнал. – 2016. – № 2 (56) / Электронный ресурс: https://web.archive.org/web/20160805113925/http://21israel-music.com/Andriessen.htm
- Петров В.О. «Трилогия Судного дня» Луи Андриссена: содержательный аспект // Проблемы художественного творчества: Сб. статей по материалам Всерос-сийских научных чтений, посвященных Б.Л. Яворскому 27-28 ноября 2014 года / Отв. ред. Л.Г. Сухова. – Саратов: Саратовская государственная консерватория им. Л.В. Собинова, 2015. С. 95-104.
- Северина И. Классик-неакадемист (недоступная ссылка — история) // Играем с начала. Da capo al fine : Газета. — М., 2013. — № 12 (116).